# 미드나잇 런
《미드나잇 런》(영어: Midnight Run)은 미국에서 제작된 마틴 브레스트 감독의 1988년 액션 코미디 영화이다. 로버트 드니로, 찰스 그로딘 등이 출연하였고, 마틴 브레스트 등이 제작에 참여하였다.
평과 흥행 양면에서 성공하였다. 1989년 제46회 골든 글로브상 뮤지컬·코미디 영화 부문 작품상과 남우주연상 후보에 올랐다.

## 줄거리
보석 보증인 에디는 탈주자 추적꾼 잭에게 회계사 조너선 마두커스를 찾아 5일 안에 로스앤젤레스로 데려오는 임무를 맡긴다. 마두커스는 시카고 범죄 조직 두목 지미 서라노에게서 1,500만 달러를 횡령한 뒤 에디가 보증한 45만 달러 보석에서 도망친 상태이다.
에디는 간단한 일("midnight run")이라고 잭을 안심시킨다. 하지만 마두커스는 잔꾀를 부리고, FBI 요원 모즐리는 서라노의 범죄를 입증하기 위해 마두커스를 증인으로 확보하길 원하고, 서라노의 부하들은 마두커스를 자신들에게 넘기라고 요구하는 가운데 잭의 숙적인 탈주자 추적꾼 마빈까지 끼어들면서 일은 점점 복잡해진다.

## 출연
- 로버트 드니로 - 잭 월시 역
- 찰스 그로딘 - 조너선 "더 듀크" 마두커스 역
- 야펫 코토 - 특수 요원 얼론조 모즐리 역
- 존 애슈턴 - 마빈 도플러 역
- 데니스 퍼리나 - 지미 서라노 역
- 조 팬털리아노 - 에디 모스콘 역
- 잭 키호 - 제리 가이슬러 역
- 웬디 필립스 - 게일 역
- 필립 베이커 홀 - 시드니 역
- 프랜 브릴 - 데이나 마두커스 역

## 제작
《언터처블》(1987) 촬영을 마친 로버트 드니로는 결이 다른 영화를 하고 싶어했고 코미디 영화에 출연하기로 결정하였다. 원래 드니로가 출연을 타진했던 코미디 영화는 페니 마셜의 《빅》(1988)이었으며, 마셜은 관심을 보였으나 제작사가 원치 않아 불발되었다. 결국 해당 배역은 톰 행크스에게 돌아갔다.

## 기타 제작진
- 배역: 마이클 치니치, 보니 티머먼
- 미술: 앤절로 P. 그레이엄
- 의상: 글로리아 그레셤

## 사운드트랙
1. Walsh Gets the Duke (1:47)
2. Main Titles (2:21)
3. Stairway Chase (:54)
4. J.W. Gets a Plan (1:41)
5. Gears Spin I (:54)
6. Dorfler's Theme (1:24)
7. F.B.I. (1:16)
8. Package Deal (1:07)
9. Mobocopter (2:42)
10. Freight Train Hop (1:18)
11. Drive to Red's (1:04)
12. In the Next Life (1:06)
13. The River (1:19)
14. The Wild Ride (1:31)
15. Amarillo Dawn (:26)
16. Potato Walk (1:09)
17. Desert Run (1:09)
18. Diner Blues (1:19)
19. Dorfler's Problem (1:01)
20. Gears Spin II (1:30)
21. The Confrontation (2:30)
22. The Longest Walk (1:32)
23. Walsh Frees the Duke (2:44)
24. End Credits: "Try to Believe" – 모즐리 & 더 비멘 (4:16)

## 우리말 녹음
KBS 성우진 (1995년 7월 16일)
- 양지운 - 잭(로버트 드니로)
- 남궁윤
- 한상덕
- 문영래
- 이재명
- 장광
- 유제상
- 김수경
- 최병상